# Family Values Tour
Family Values Tour был создан американской группой Korn в 1998 и стал ежегодным туром групп в стиле нью-метал, альтернативный метал, хэви-метал, хард-рок и рэп. Korn возглавили первый тур, затем уступили место хедлайнера Limp Bizkit в 1999. В 2000 тур не проводился из-за напряжённого графика. В 2001 тур возглавили Stone Temple Pilots и Staind. После четырёхлетнего перерыва Family Values Tour возродился в 2006 с Korn, Deftones, Stone Sour, Flyleaf и Dir en grey на главной сцене. Family Values Tour образца 2006 состоял из двух сцен, что случилось впервые за историю тура. Тур снова был проведён в 2007 с Korn, Evanescence, Atreyu, Flyleaf, Hellyeah и Trivium. Второй год подряд, обещанная европейская часть тура была отменена.
Каждый проводимый тур был увековечен на CD, а два тура (в 1998 и 2006) вышли на DVD. Джеймс «Манки» Шаффер подтвердил в интервью, что DVD и CD, документирующие Family Values Tour 2007, были записаны.

## Прошедшие туры
- Family Values Tour 1998 — с Korn, Incubus, Orgy, Limp Bizkit, Ice Cube и Rammstein.
- Family Values Tour 1999 — с Limp Bizkit, Primus, Staind, Method Man & Redman, Filter, Ja Rule, Korn, The Crystal Method, DMX и Mobb Deep.
- Family Values Tour 2001 — с Stone Temple Pilots, Linkin Park, Staind, Static-X и Deadsy.
- Family Values Tour 2006 — с Korn, Deftones, Stone Sour, Flyleaf, Dir en grey, 10 Years, Deadsy, Bury Your Dead, Bullets and Octane и Walls of Jericho.
- Family Values Tour 2007 — с Korn, Evanescence, Atreyu, Flyleaf, Hellyeah, Trivium, Neurosonic, Droid, Five Finger Death Punch, Through You, Invitro, Twin Method и Bloodsimple.
- Family Values Tour 2008 — с Korn, Slipknot, Weezer, Flyleaf, Hellyeah, Psychostick, Droid, Five Finger Death Punch, Through You, Invitro, Twin Method и Bloodsimple — Тур был отменен.
- Family Values Tour 2013 — с Korn, Hollywood Undead, Asking Alexandria, Machine Gun Kelly, Beware of Darkness, и Love and Death

## Происшествия
30 июля 2006 во время концерта в Атланте, когда на сцене выступали Deftones, среди зрителей произошла жестокая драка, в результате которой погиб 30-летний Энди Ричардсон. Юристы, представляющие семью Энди Ричардсона сказали, что они могли выдвинуть судебный иск против Korn и организаторов шоу. Мать Энди Ричардсона, Глория Ричардсон сказала: «это неправильно, что кто-то может в один прекрасный момент пойти на концерт и умереть… Необходимо больше безопасности, или не нужно концертов вообще…» в заявлении Службе Новостей Кокс (англ. Cox News Service) 1 августа, 2006. Неделю спустя был арестован 24-летний Майкл Скотт Эксли по обвинению в убийстве Ричардсона. Свидетели показали, что Эксли ударил Ричардсона, в результате чего тот ударился головой о бетонный пол, что послужило причиной смертельной травмы.

## Сборники

### 1998
1. Intro — 0:57
2. Incubus — New Skin — 4:26
3. Interlude #1 — 0:54
4. Orgy — Dissention — 3:48
5. Orgy — Gender — 4:31
6. Orgy — Blue Monday — 4:07
7. Interlude #2 — 0:51
8. Limp Bizkit — Cambodia (Show Me What You Got) 4:31
9. Limp Bizkit — Counterfeit
10. Limp Bizkit — Faith — 2:29
11. Limp Bizkit — Jump Around (кавер House of Pain)
12. Interlude #3 — 0:37
13. Ice Cube — Check Yo Self (remix) — 2:45
14. Ice Cube — Natural Born Killaz (с Mack 10) — 3:06
15. Ice Cube — Straight Outta Compton/F*** tha Police — 3:35
16. Interlude #4 — 0:45
17. Rammstein — Du Hast — 4:30
18. Interlude #5 — 1:10
19. Korn — Shot Liver Medley (Shoots and Ladders, Predictable, Justin, Ball Tongue, Divine, Kill You) — 7:10
20. Korn — Freak on a Leash — 4:09
21. Korn — Twist/Chi — 5:05
22. Korn — Got the Life — 4:23

### 1999
1. Limp Bizkit — Break Stuff
2. Primus — Lacquer Head
3. Staind — Mudshovel
4. Korn — Falling Away From Me
5. Method Man and Redman — Rockwilder
6. Filter — Hey Man, Nice Shot
7. Limp Bizkit — Rearranged
8. Korn — A.D.I.D.A.S./Good God
9. Primus — My Name Is Mud
10. Filter — Welcome To The Fold
11. The Crystal Method- Keep Hope Alive
12. Limp Bizkit — I Would For You
13. Limp Bizkit — Nookie
14. Аарон Льюис и Фред Дёрст — Outside

### 2001
1. Stone Temple Pilots — Vasoline
2. Linkin Park — Runaway
3. Staind — Fade
4. Stone Temple Pilots — Wonderful
5. Static-X (с P. Exeter Blue) — Push It
6. Staind — It’s Been A While
7. Stone Temple Pilots — Wicked Garden
8. Static-X — Cold
9. Аарон Льюис из Staind — Black
10. Stone Temple Pilots (с Аароном Льюисом) — Creep
11. Deadsy — Tom Sawyer (кавер-версия Rush)
12. Linkin Park (с Аароном Льюисом) — One Step Closer

### 2006
1. Korn — Right Now
2. Korn — Coming Undone
3. Flyleaf — I’m So Sick
4. 10 years — Wasteland
5. Stone Sour — Through Glass
6. Deftones — My Own Summer
7. Dir en grey — Merciless Cult
8. Stone Sour — Reborn
9. 10 Years — Waking Up
10. Flyleaf — Pride (In the Name of Love) с Ричардом Патриком (кавер-версия U2)
11. Dir en grey — Ryoujoku no Ame
12. Korn — Shoots and Ladders/Wicked с Чино Морено
13. Deftones — Nosebleed
14. Korn — Freak on a Leash с Кори Тейлором
15. Korn — Blind
16. Deadsy — Carrying Over

### 2007
список не объявлен